# فرنک هیرزر
بازیکن فوتبال اهل مجارستان که سابقه ۳۲ بازی ملی زدن ۱۴ گل را در کارنامه دارد. از معروف‌ترین باشگاه‌های که در آن توپ زده است می‌توان به یوونتوس اشاره کرد. او توانست در دوران حضورش در بانو پیر در یک فصل آقای گل سری آ شود با زدن ۳۵ گل در یک فصل (۲۶–۱۹۲۵)، که البته این رکورد بهترین گلزن تاریخ باشگاه یوونتوس در یک فصل هم می‌باشد.

## افتخارات

### باشگاهی
یوونتوس
- سری آ: ۹۲۵–۲۶

ام‌تی‌کی بوداپست
- لیگ مجارستان: ۱۹۲۸–۲۹

### فردی
- آقای گل سری آ در فصل ۱۹۲۵–۲۶